# کانلونی

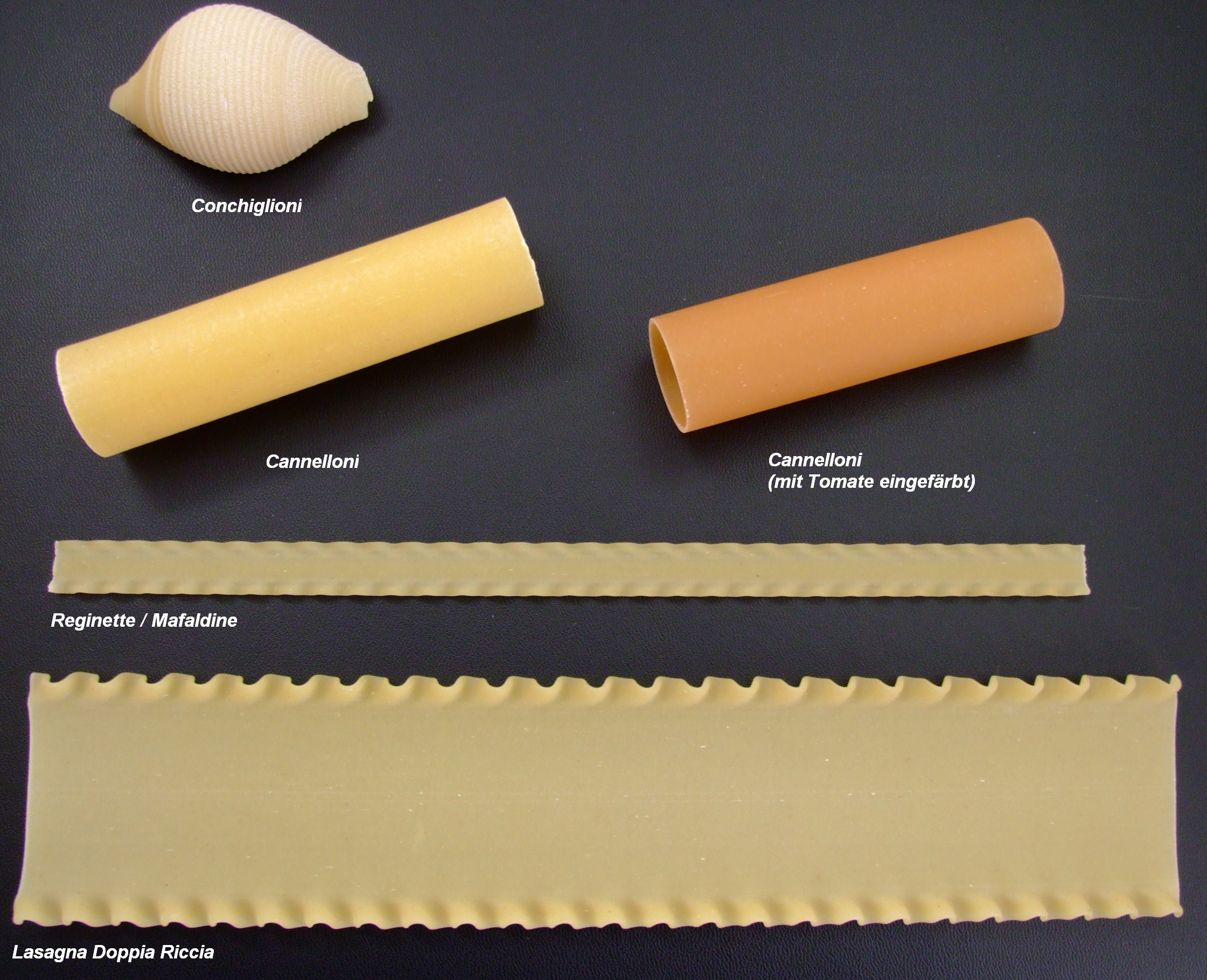
کانلونی در مقایسه با سایر پاستاها

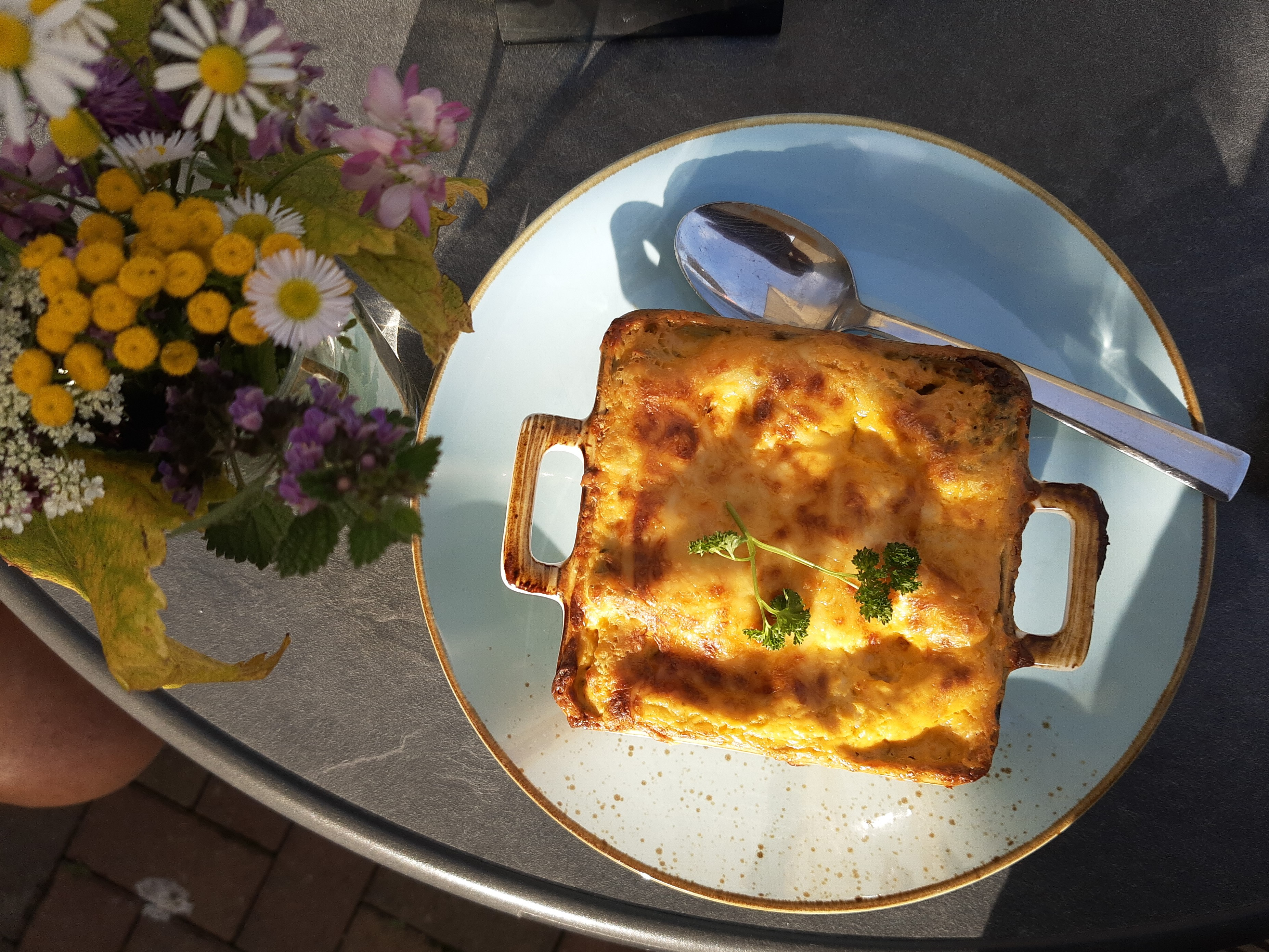
کانلونی پخته شده

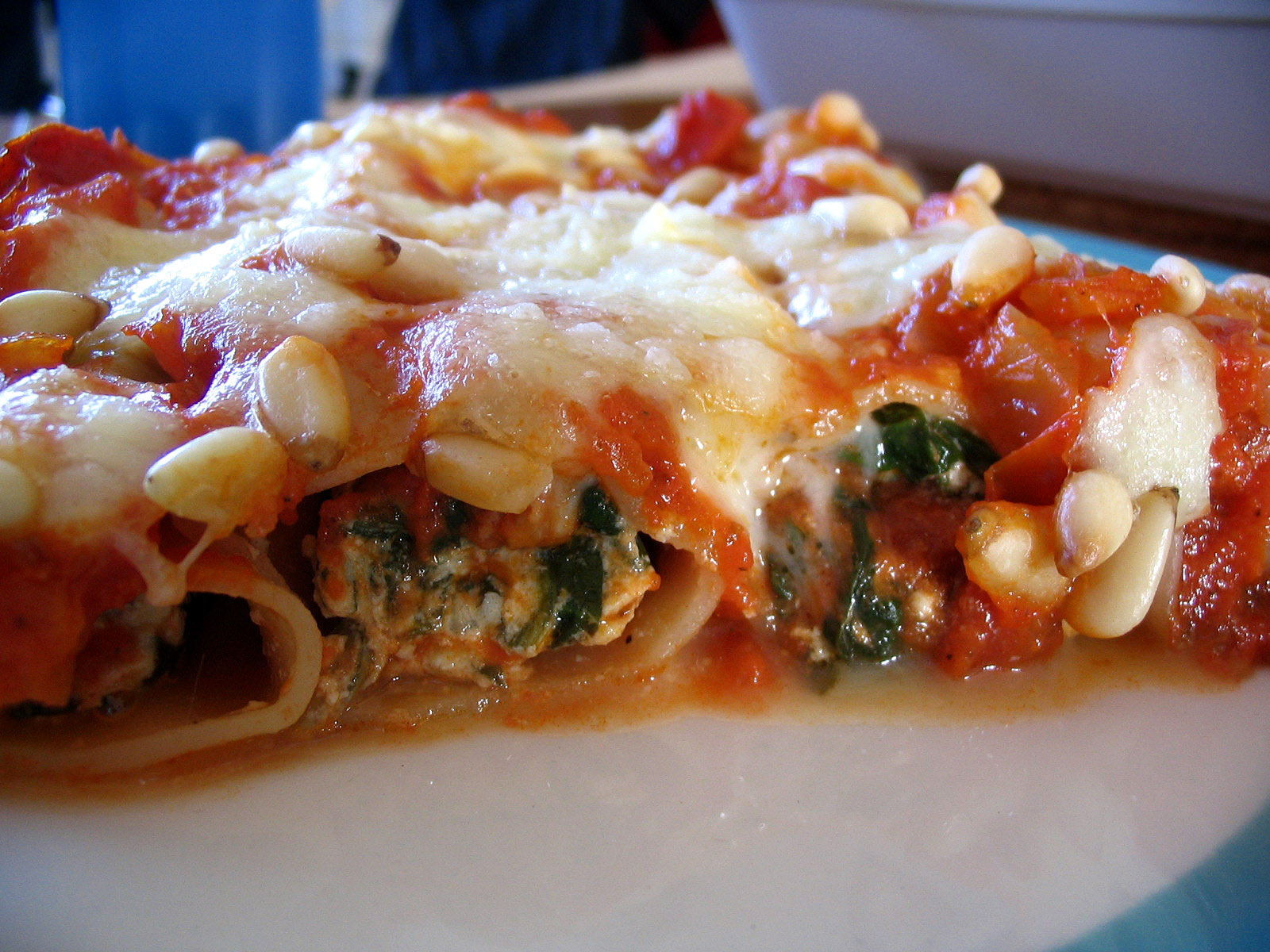
کانلونی

کانلونی نوعی پاستای استوانه‌ای شکل و تخم‌مرغی است که معمولاً با یک فیلینگ پر شده و در آشپزی ایتالیایی به صورت فر پز سرو می‌شود. پرکننده‌های محبوب شامل اسفناج و ریکوتا یا گوشت چرخ‌کرده هستند. سپس لایه‌ها معمولاً با سس گوجه‌فرنگی پوشانده می‌شوند.
کانلونی همچنین یک غذای سنتی در آشپزی کاتالانی است که به آن کانلونس گفته می‌شود و به‌طور سنتی در روز سنت استفان مصرف می‌گردد.
اولین اشاره‌ها به ماکارونی ریپینی (پاستای پر شده) به سال ۱۷۷۰ برمی‌گردد، اما به نظر می‌رسد که واژه کانلونی در ابتدای قرن بیستم ظاهر شده است. مانیکوتی نسخه آمریکایی کانلونی است، اگرچه این اصطلاح ممکن است اغلب به خود غذای پخته شده اشاره کند. تفاوت اصلی ممکن است این باشد که کانلونی شامل ورق‌های پاستا است که دور فیلینگ پیچیده شده‌اند، در حالی که مانیکوتی سیلندرهای اکسترود شده‌ای هستند که از یک طرف پر می‌شوند.